# ثيودور كارستينز
ثيودور كارستينز (بالإنجليزية: Theodore Carstens)‏ (20 يونيو 1879 – 25 يوليو 1955) هو ملاكم أمريكي راحل، مثّل بلاده في الألعاب الأولمبية الصيفية 1904.

## روابط خارجية
ثيودور كارستينز على موقع أوليمبيديا (الإنجليزية)